# Labopidea simplex
Labopidea simplex är en insektsart som först beskrevs av Philip Reese Uhler 1872.  Labopidea simplex ingår i släktet Labopidea och familjen ängsskinnbaggar. Utöver nominatformen finns också underarten L. s. nigriventris.